# Clay Center (Nebraska)
Clay Center és una població dels Estats Units a l'estat de Nebraska. Segons el cens del 2000 tenia 861 habitants.

## Demografia
Segons el cens del 2000, Clay Center tenia 861 habitants, 343 habitatges, i 243 famílies. La densitat de població era de 468,2 habitants per km².
Dels 343 habitatges en un 35,9% hi vivien nens de menys de 18 anys, en un 60,6% hi vivien parelles casades, en un 7,6% dones solteres, i en un 28,9% no eren unitats familiars. En el 27,4% dels habitatges hi vivien persones soles l'11,7% de les quals corresponia a persones de 65 anys o més que vivien soles. El nombre mitjà de persones vivint en cada habitatge era de 2,5 i el nombre mitjà de persones que vivien en cada família era de 3,04.
Per edats la població es repartia de la següent manera: un 28,6% tenia menys de 18 anys, un 6,2% entre 18 i 24, un 25,7% entre 25 i 44, un 26,2% de 45 a 60 i un 13,4% 65 anys o més.
L'edat mediana era de 38 anys. Per cada 100 dones de 18 o més anys hi havia 90,4 homes.
La renda mediana per habitatge era de 36.597 $ i la renda mediana per família de 45.893 $. Els homes tenien una renda mediana de 30.982 $ mentre que les dones 20.446 $. La renda per capita de la població era de 17.577 $. Aproximadament el 7,6% de les famílies i el 9,1% de la població estaven per davall del llindar de pobresa.

## Poblacions més properes
El següent diagrama mostra les poblacions més properes.